# Cuscuta incurvata
Cuscuta incurvata là một loài thực vật có hoa trong họ Bìm bìm. Loài này được Progel mô tả khoa học đầu tiên.